# Pterígio
Pterígio é um crescimento benigno de tecido na córnea do olho. Tem geralmente início na região da córnea mais próxima do nariz. Embora possa ir gradualmente aumentado de tamanho, raramente cresce ao ponto de cobrir a pupila. Em muitos casos ocorre em ambos os olhos simultaneamente.
As causas são ainda pouco claras. A condição aparenta estar associada com a exposição prolongada a radiação ultravioleta e poeiras. Aparentam também estar envolvidos alguns fatores genéticos. A condição é um tumor benigno. Entre outras condições de aparência semelhante estão pinguécula, tumor ou degeneração marginal da córnea.
As medidas de prevenção consistem na utilização de óculos de sol e chapéu quando se permanece num espaço com intensa exposição solar. Os sintomas podem ser aliviados com um lubrificante ocular. Geralmente só é necessária remoção cirúrgica quando existe comprometimento da visão. Em cerca de metade dos casos de remoção cirúrgica observa-se recorrência da doença.
A frequência da condição varia entre 1% e 33% entre as várias regiões do mundo. É mais comum entre as pessoas de latitudes próximas do equador e afeta mais homens do que mulheres. O risco de desenvolver a condição aumenta com a idade. A mais antiga descrição da doença data do ano 1000 a.C.